# Nofomuli Taumoefolau
Nofomuli Taumoefolau (en japonés, ノフォムリ タウモエフォラウ; Nukualofa, 21 de junio de 1956) es un ex–jugador japonés de rugby nacido en Tonga que se desempeñaba como Wing.

## Biografía
En 1979 consiguió una beca deportiva para la Universidad Daito Bunka y al siguiente año se marchó a Japón. Aquí primero jugó para su universidad y luego para los Panasonic Wild Knights hasta su retiro en 1990.

## Selección nacional
En total, entre ambos seleccionados; jugó 18 partidos y marcó cinco tries (20 puntos por aquel entonces).

### Tonga
Fue convocado a Ikale Tahi por primera vez en junio de 1979 para enfrentar al XV de la Rosa, jugó tres partidos y marcó un try (4 puntos por aquel entonces).

### Japón
Fue convocado a los Brave Blossoms en octubre de 1985 para enfrentar a Les Bleus y disputó su último partido en marzo de 1990 ante los Flying Fijians. Disputó 15 partidos y marcó cuatro tries (16 puntos por aquel entonces).

### Participaciones en Copas del Mundo
Solo disputó una Copa del Mundo: Nueva Zelanda 1987 donde los Brave Blossoms fueron eliminados en fase de grupos. Taumoefolau fue titular e inclusive le marcó dos tries a los Estados Unidos, pero a pesar de esto los nipones perdieron todos sus partidos.
| Mundial                       | Sede          | Resultado    | PJ | Tries |
| ----------------------------- | ------------- | ------------ | -- | ----- |
| Copa Mundial de Rugby de 1987 | Nueva Zelanda | Primera fase | 3  | 2     |